# Општина Ливезени (Муреш)
Ливезени (рум. Livezeni) општина је у Румунији у округу Муреш.
Oпштина се налази на надморској висини од 404 m.